# Thus Defiled
Thus Defiled (v překladu tak poskvrnil) je britská black metalová kapela založená v roce 1992 v anglickém městě Worthing z hrabství Sussex. 

V roce 1993 vyšly první demonahrávky Blasphemous Coven a Enchanted by the Dark One, první studiové album s názvem Through the Impure Veil of Dawn bylo vydáno v roce 1995.

## Diskografie

### Dema
- Blasphemous Coven (1993)
- Enchanted by the Dark One (1993)

### Studiová alba
- Through the Impure Veil of Dawn (1995)[3]
- Wings of the Nightstorm (1997)
- Weeping Holocaust Tears (2003)
- Daemonspawn (2007)

### EP
- A Darker Beauty (2000)
- Fire Serpent Dawn (2002)